# Hoplochaetina rossii
Hoplochaetina rossii är en ringmaskart som först beskrevs av Benham 1903.  Hoplochaetina rossii ingår i släktet Hoplochaetina och familjen Acanthodrilidae. Inga underarter finns listade i Catalogue of Life.